# Tamaryndowiec indyjski
Tamaryndowiec indyjski, tamarynd indyjski, powidlnik indyjski (Tamarindus indica L.) – gatunek tropikalnego drzewa, pochodzący ze wschodniej Afryki. Jedyny gatunek z rodzaju Tamarindus z podrodziny Detarioideae rodziny bobowatych.

## Morfologia
Drzewo osiąga do 20 m wysokości i pozostaje wiecznie zielone na terenach gdzie nie występuje pora sucha. Liście parzystopierzaste, kwiaty pachnące i zebrane w grona. Składają się z 4-działkowego kielicha, 3 żółtobiałych płatków korony, 1 słupka i 3 pręcików. Owoce to duże strąki zawierające w środku mięsisty miąższ i nasiona. Zwane są także indyjskimi daktylami i są ulubionym pożywieniem małp.

## Zastosowanie
- Owoce są jadalne na surowo, wykonuje się też z nich napoje chłodzące aguas frescas. Miąższ owoców (młode owoce są bardzo kwaśne, starsze – słodsze) jest używany jako przyprawa w kuchni azjatyckiej oraz latynoamerykańskiej. Jest ważnym składnikiem sosu Worcestershire i pani puri.
- Pulpa otrzymywana z owoców jest używana do domowego farbowania odzieży, koców, kilimów, a także do przebarwiania jedwabiu z koloru niebieskiego na zielony i do wybielania liści palmowych, z których następnie wytwarza się liczne przedmioty codziennego użytku.
- Z nasion tamaryndowca wytwarzana jest biżuteria. Otrzymanego z nich proszku używa się do utwardzania tkanin (ma podobne, ale lepsze właściwości, niż krochmal). Oleju z nasion używa się jako pokostu.
- Drewno tamaryndowca jest bardzo cenione ze względu na swoją żółtoczerwoną barwę. Jest trwałe i bardzo twarde, odporne na szkodniki i gnicie. Wykonuje się z niego posążki, meble i elementy wykończenia wnętrz. Kije z tamaryndowca są używane do wykonywania kary chłosty.
- W krajach tropikalnych i subtropikalnych tamaryndowiec jest często sadzony wzdłuż dróg.

## Galeria

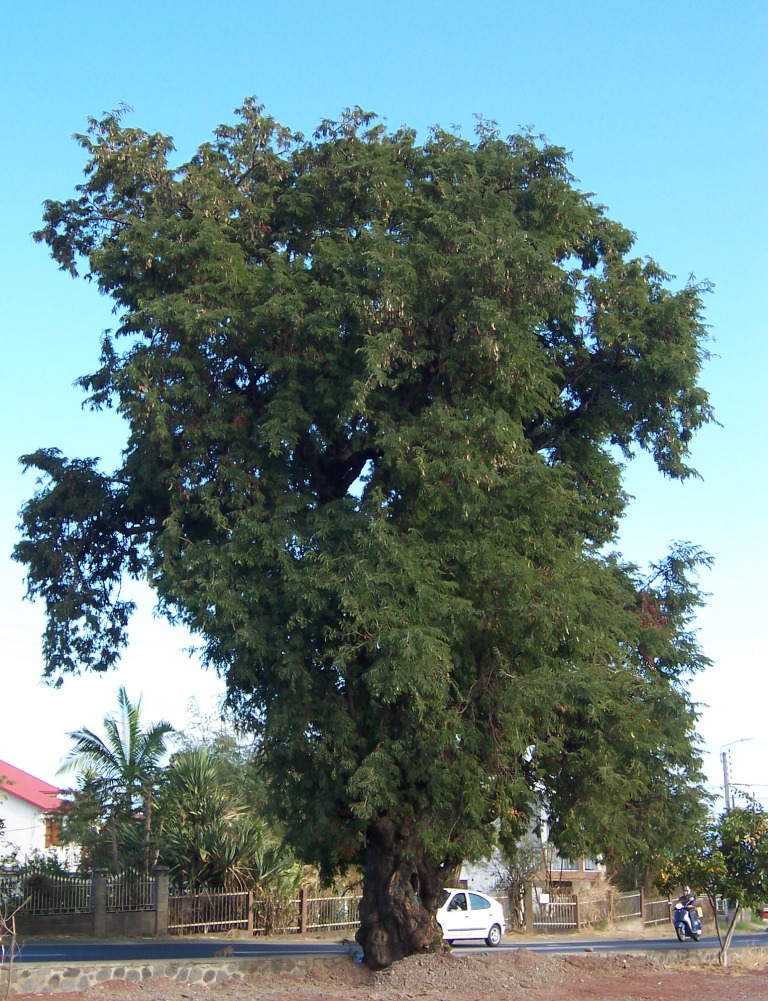
Pokrój
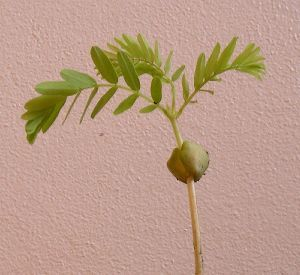
Siewka
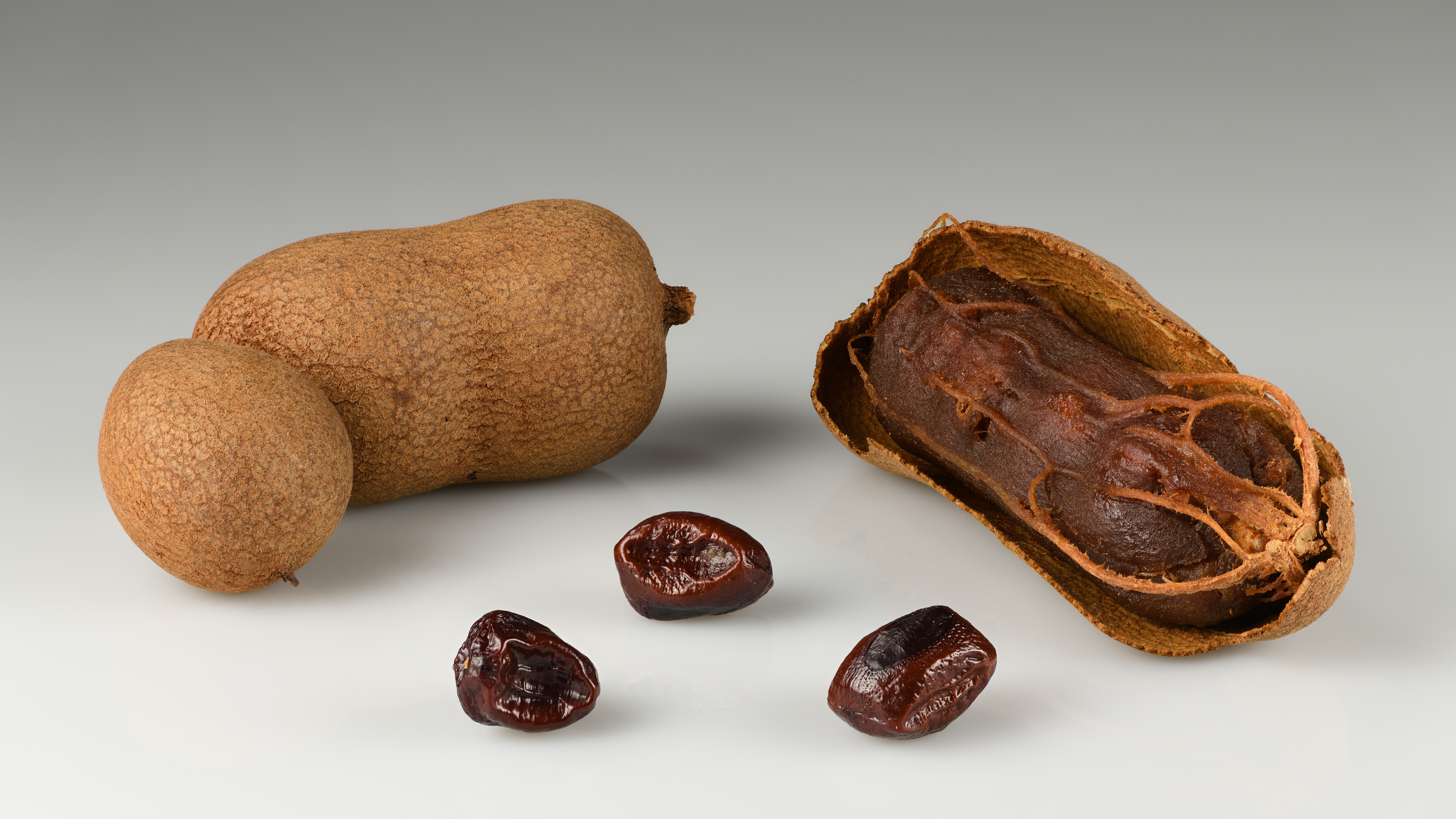
Owoce
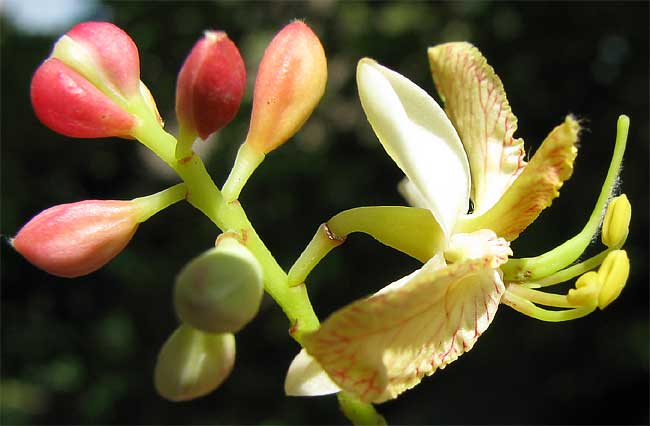
Kwiaty